# Герб Гондурасу
Герб Гондура́су — офіційний геральдичний символ держави Гондурас, що розташовується у Центральній Америці. Остаточний вигляд герба було затверджено 3 жовтня 1825 року.
У центрі герба розташований рівносторонній трикутник-піраміда (символізує рівність усіх людей перед законом), в основі якого — вулкан. Він оточений двома замковими вежами, на яких знаходиться веселка, що означає мир, сонце і надію на гарне майбутнє. Під вулканом та за ним сходить сонце, розкидаючи світло. Трикутник символізує два океани, які омивають Гондурас — Тихий і Атлантичний. Їх оточує овал, на якому вигравіювані золоті літери: «Республіка Гондурас, Вільна, Суверенна і Незалежна. 15 вересня 1821».
Завершують композицію два роги достатку і стріли між листяними деревами та скелями з вапняку. Посередині — масонське око. Сагайдак зі стрілами є символом єдності нації, а також нагадує про індіанське минуле країни, яке пов'язане із мая. Під овалом є невеличкий пейзаж. На ньому — листя, дерева (три сосни (сосна — національне гондураське дерево) та три дуби), скелі, ферми та інші елементи.